# Richard Wyler
Richard Wyler (eigentlich Richard Stapley, * 20. Juni 1923 in Westcliff, England; † 5. März 2010 in Palm Springs, Kalifornien) war ein britischer Schauspieler.

## Leben
Der in England geborene Wyler betätigte sich unter seinem Geburtsnamen früh als Autor, hatte Theaterengagements in London und begann seine Filmkarriere 1948 in Hollywood, wo er auch in etlichen großen Produktionen meist Kostümrollen in Abenteuerfilmen erhielt. Zu Beginn der 1960er Jahre ging er zurück in sein Heimatland und trat, nunmehr als Richard Wyler, zunächst in der erfolgreichen Fernsehserie The Man from Interpol auf, bevor er einige Italowestern in Italien drehte. Zu Beginn des folgenden Jahrzehntes agierte er wieder als Richard Stapley, so auch in einer winzigen Rolle in Frenzy (1972), gab die Schauspielerei auf, nahm die amerikanische Staatsbürgerschaft an und verlegte sich auf Produktions- und Autorentätigkeiten, darunter auch eine Autobiografie. 2004 erschien sein Roman Naked Legacy.

## Filmografie (Auswahl)
- 1948: Die drei Musketiere (The Three Musketeers)
- 1951: Hinter den Mauern des Grauens (The Strange Door)
- 1953: Der Hauptmann von Peshawar (King of the Khyber Rifles)
- 1953: Das Zigeunermädchen von Sebastopol (Charge of the Lancers)
- 1954: Der Kuß und das Schwert (The Iron Glove)
- 1954: Urwald in Aufruhr (Jungle Man-Eaters)
- 1955: Sperrfeuer auf Quadrat 7 (Target Zero)
- 1956: Zwischen Himmel und Hölle (D-Day 6th of June)
- 1960: The Man from Interpol (Fernsehserie, 40 Folgen)
- 1960: Revak, der Sklave von Karthago (Revak, lo schiavo di Cartagine)
- 1964–1965: Simon Templar (The Saint) (Fernsehserie, 2 Folgen)
- 1965: Geheimauftrag CIA – Istanbul 777 (Coplan FX 18 casse tout)
- 1966: Ohne Dollar keinen Sarg (El precio de un hombre)
- 1966: Der Baron (The Baron) (Fernsehserie, 1 Folge)
- 1967: 100.000 verdammte Dollar (Voltati… ti uccido)
- 1967: Django – unersättlich wie der Satan (Un hombre vino a matar)
- 1968: Il pistolero segnato da Dio
- 1968: Die sieben Männer der Sumuru
- 1970: Task Force Police (Softly Softly Task Force) (Fernsehserie, 1 Folge)
- 1971: Jason King (Fernsehserie, 1 Folge)
- 1972: Frenzy
- 1978: Simon Templar – Ein Gentleman mit Heiligenschein (Return of the Saint) (Fernsehserie, 1 Folge)